# ود قراص
ود قراص قرية سودانية صغيرة تقع في الجنوب الشرقي من مدينة رفاعة تتوسط مجموعة قري كبيرة من جهة الشرق قرية التبيب النافعاب ومن جهة الشمال قرية المعلياب وقرية ود الكاشف ومن جهة الغرب أم شانق سعد وأم شانق حاج إبراهيم والمغاربة وود البر وحلة الخليفة ومن جهة الجنوب قرية الحاج موسى.

## المساحة والسكان
مساحة القرية تبلغ 2كم² تقريبا، وتعداد سكانها لا يتجاوز 2000 نسمة. يعمل سكانها كموظفين حكوميين وكان أهلها يعتمدون في معيشتهم على التجارة والزراعة المطرية. ولكن الآن وبعد أن شملتهم المرحلة الثالثة لامتداد مشروع الرهد الزراعي فإنهم الآن يعتمدون على الري الانسيابي.

## الخدمات
تملك القرية كل المشاريع الخدمية الرئيسية مثل:
- مسجد تم بناؤه في 1984 بواسطة الشيخة سعاد الصباح.
- ومركز صحي به مساعد طبي وممرض ومعمل تحاليل وعنبر طوارئ تم إنشاؤه بواسطة صندوق إعانة المرضى الكويتي عام 1983.
- خزان للمياه 1988 بواسطة العون الذاتي
- وشبكة الكهرباء والتي تم انجازها بواسطة العون الذاتي ومساهمة أبناء القرية الموجودين بالخارج في عام 1994م.
- كما تنعم القرية بمستوى عالي من النظافة، فحملات النظافة مستمرة دائما تحت إشراف رابطة الطلاب والخريجين والتي تعمل يدا بيد مع لجنة تسيير الخدمات بالقرية.

رغم قلة سكانها لكن القرية بها مجموعة لا بأس بها نسبيا من خريجي الجامعات، وتقريبا بها ما لا يقل عن 131 خريج وخريجة جامعية يحتلون مناصب معتبرة في مؤسسات الدولة المختلفة.
قلة سكان القرية سببها الظروف المعيشية ومطالب الحياة، دفعت بالكثير منهم للهجرة والاستقرار بمدن السودان المختلفة مثل رفاعة والأبيض والقضارف والخرطوم..